# Bariza Ghezelani
Bariza Ghezlani ou Bariza Ghezelani ou Bariza Ghozlani, est une athlète algérienne spécialisée dans la marche, championne d'Algérie sur 20 km route en 2014 et 2015, et double médaillée aux championnats panarabes d'athlétisme.

## Biographie
Bariza Ghezelani est née le 16 septembre 1993. Elle s'entraine au sein de l'Association sportive de la sûreté nationale (ASSN). En 2012,  Bariza Ghezlani participe aux championnats du monde juniors d'athlétisme à Barcelone en Espagne, où, avec un chrono de 53 min 30 s 36, elle se classe à la 32e place de la finale de l'épreuve du 10 000 m marche. Le 1er juin 2013, Bariza Ghazlan a remporté l’épreuve du 20 kilomètres marche dames du Grand Prix international de Casablanca au Maroc.

## Palmarès
| Date          | Compétition                                 | Classement         | Épreuve       | Temps              |
| ------------- | ------------------------------------------- | ------------------ | ------------- | ------------------ |
| 2013          | Championnats panarabes d'athlétisme 2013    | Médaille d'argent  | 10 km marche  | 57 min 41 s        |
| 2015          | Championnats panarabes d'athlétisme 2015    | [ 6 ]              | 10 km marche  | 54 min 15 s 4      |
| 2017          | Championnats panarabes d'athlétisme 2017    | Médaille de bronze | 10 km marche  | 49 min 26 s 0      |
| 1er juin 2013 | 9e Grand Prix International de marche       | 1re                | 20 km marche  | 1 h 52 min 08 s 75 |
| 2013          | Championnats d’Algérie Open «Tayeb Mghezzi» | 1re                | 20 km marche  | 1 h 49 min 01 s    |
| 2014          | Coupe d'Algérie de marche sur route         | 1re                | 20 kilomètres | 1 h 50 min 41 s    |
| 2015          | Coupe d'Algérie de marche sur route         | 1re                | 20 kilomètre  | 1 h 44 min 45 s    |

## Records personnels
- 10 km marche : 50 min 41 s 36 le 14 mars 2015 à Biskra en Algérie[11]